# Вальтенайм-сюр-Зорн
Вальтенайм-сюр-Зорн (фр. Waltenheim-sur-Zorn) — коммуна на северо-востоке Франции в регионе Гранд-Эст (бывший Эльзас — Шампань — Арденны — Лотарингия), департамент Нижний Рейн, округ Саверн, кантон Буксвиллер. До марта 2015 года коммуна административно входила в состав упразднённого кантона Ошфельден (округ Страсбур-Кампань).
Площадь коммуны — 5,04 км², население — 710 человек (2006) с тенденцией к стабилизации: 656 человек (2013), плотность населения — 130,2 чел/км².

## Население
Население коммуны в 2011 году составляло 694 человека, в 2012 году — 669 человек, а в 2013-м — 656 человек.
| 1962 | 1968 | 1975 | 1982 | 1990 | 1999 | 2006 | 2008 | 2011 | 2012 | 2013 |
| ---- | ---- | ---- | ---- | ---- | ---- | ---- | ---- | ---- | ---- | ---- |
| 544  | 522  | 518  | 551  | 601  | 641  | 710  | 730  | 694  | 669  | 656  |

Динамика населения:

## Экономика
В 2010 году из 471 человек трудоспособного возраста (от 15 до 64 лет) 362 были экономически активными, 109 — неактивными (показатель активности 76,9 %, в 1999 году — 73,9 %). Из 362 активных трудоспособных жителей работали 335 человек (172 мужчины и 163 женщины), 27 числились безработными (14 мужчин и 13 женщин). Среди 109 трудоспособных неактивных граждан 26 были учениками либо студентами, 61 — пенсионерами, а ещё 22 — были неактивны в силу других причин.

## Достопримечательности (фотогалерея)

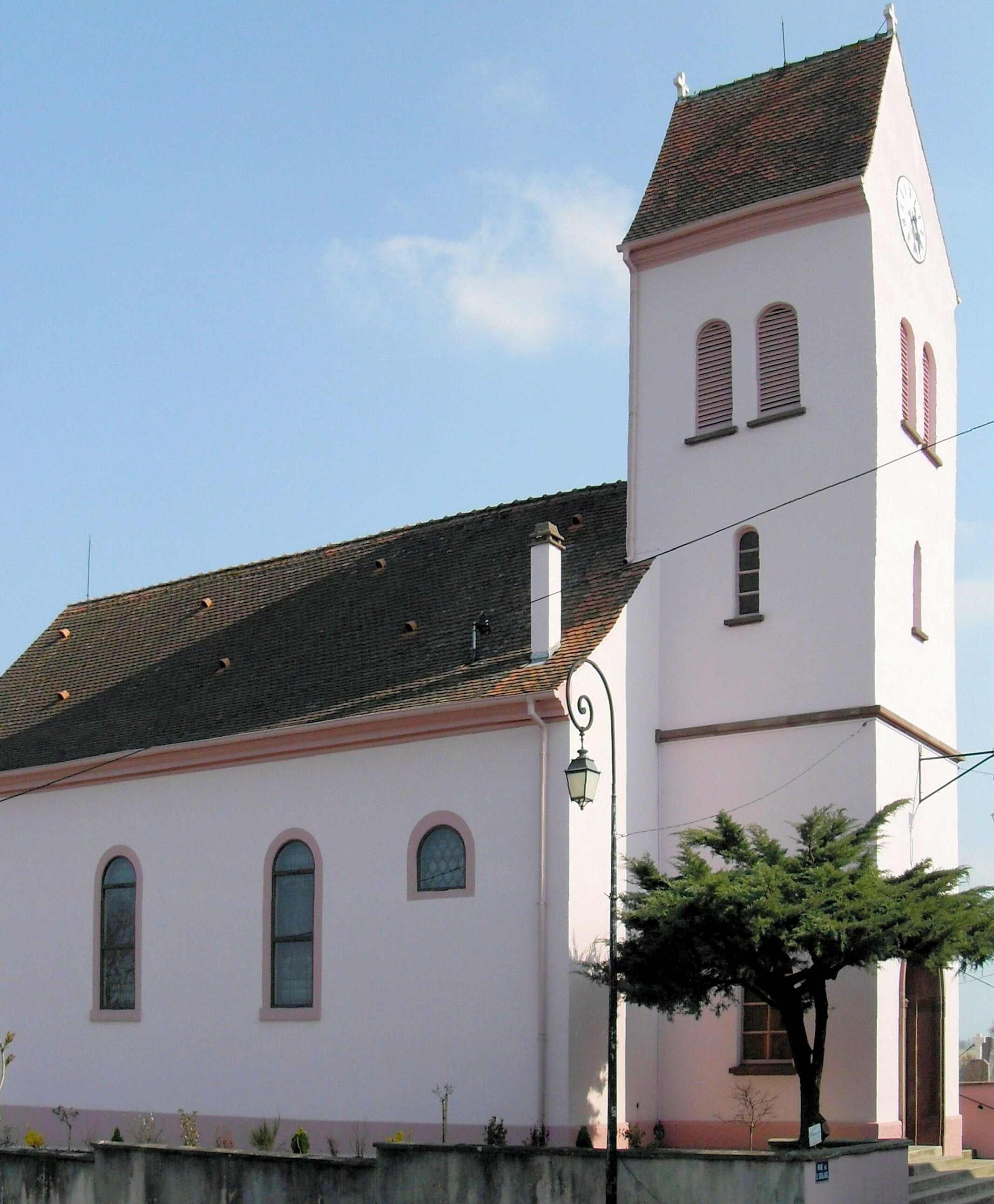
Церковь святых Петра и Павла